# Jahrbuch für die Geschichte des Protestantismus in Österreich

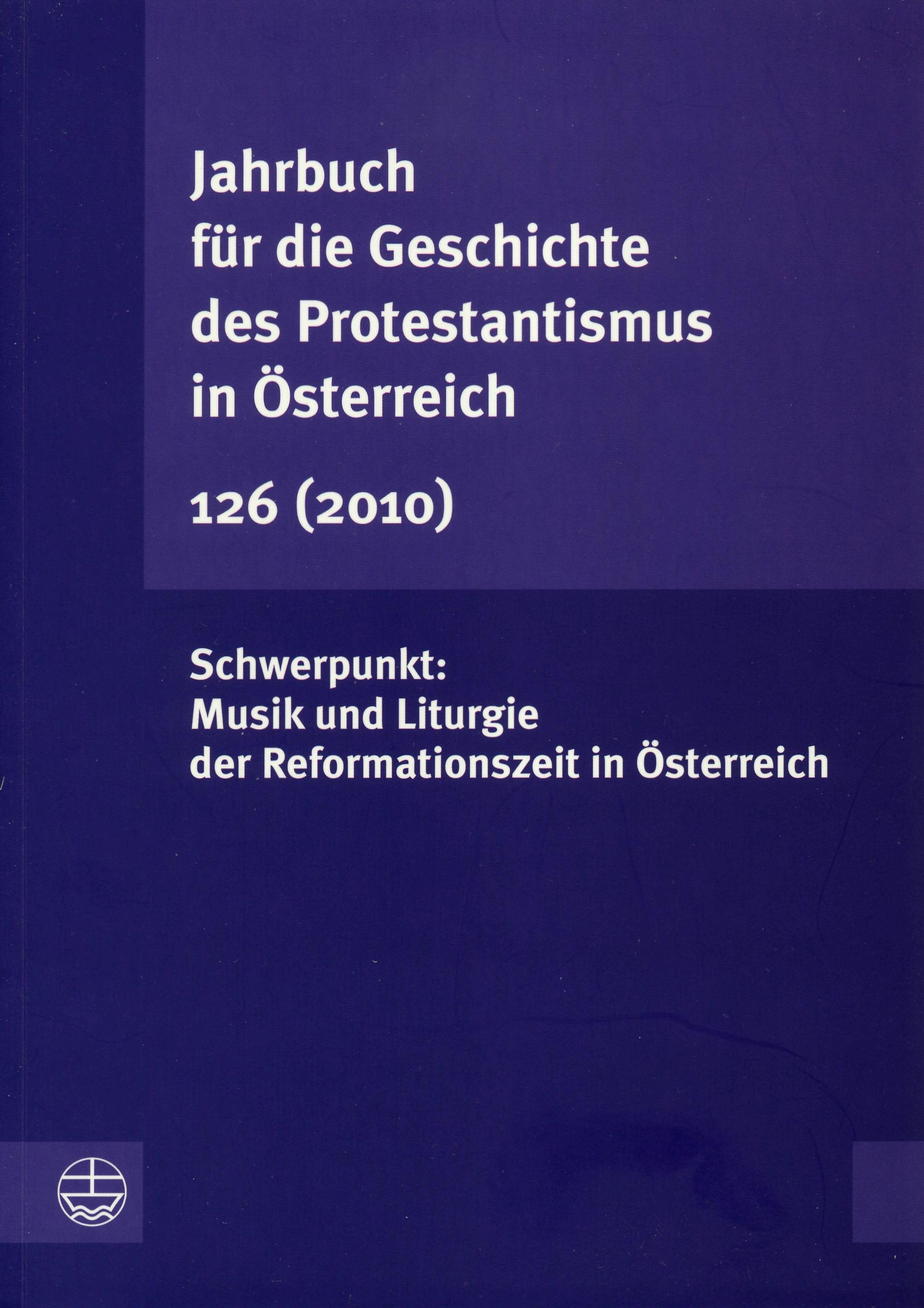
Jahrbuch für die Geschichte des Protestantismus in Österreich, Titelblatt von 2010

Das Jahrbuch für die Geschichte des Protestantismus in Österreich (kurz JbGPrÖ oder JGPÖ) ist eine seit 1880 meist jährlich erscheinende Zeitschrift, die vom Vorstand der Gesellschaft für die Geschichte des Protestantismus in Österreich herausgegeben wird. Das Jahrbuch konzentriert sich auf die Rekonstruktion der – sowie auf die Reflexion über die – Vergangenheit der Evangelischen Kirche in Österreich, bezieht aber auch das Täufertum des 16. Jahrhunderts sowie neuere Freikirchen mit ein.

## Gründung der „Gesellschaft“
In Österreichs evangelischer Kirche gab es periodische Medien erst seit den 1850er Jahren. Ab 1868 erschien in Brünn die Kirchenzeitung Halte, was du hast. In dieser Zeitung regte Gustav Trautenberger die Gründung einer „Gesellschaft für die Geschichte des Protestantismus in Österreich“ an, im Hinblick auf das bevorstehende 100-Jahr-Jubiläum des Toleranzpatents von 1781. Carl Alphons Witz-Oberlin, Oberkirchenrat der evangelischen Kirche H.B., griff diese Anregung auf und wurde zum eigentlichen Begründer der Gesellschaft. Deren Gründung erfolgte 1879 in Wien; im August wurden die Satzungen durch das k.k. Ministerium des Innern genehmigt. Damit ist sie „die älteste territorialkirchengeschichtliche Vereinigung im deutschsprachigen Protestantismus“. Erster Präsident dieser Gesellschaft wurde Karl Ritter von Otto. Er stammte aus Jena und war als Professor für Kirchengeschichte an die k. k. evangelisch-theologische Facultät in Wien berufen worden – das war die erste Berufung eines Ausländers an diese 1821 ursprünglich als k. k. protestantisch-theologische Lehranstalt gegründete Fakultät. 1850 wurde diese Lehranstalt zu einer – jedoch nun evangelisch-theologischen – Fakultät, blieb aber noch weiterhin außerhalb der Universität Wien. Im Vergleich zur damaligen Bezeichnung der Fakultät (also evangelisch-theologisch) wurden die „Gesellschaft“ und dann auch ihr Jahrbuch dem Protestantismus gewidmet. Als Kirchenhistoriker ist Otto bekannt für seine Erforschung der frühchristlichen Apologeten. In Wien wandte er sich dann auch der österreichischen Reformationsgeschichte zu (er publizierte über Caspar Tauber und Kaiser Maximilian II.).

## DasJahrbuchund seine Namensänderungen
Das Jahrbuch dieser Gesellschaft begann im Jahr nach ihrer Gründung zu erscheinen, im April 1880 – im selben Jahr wie die Mitteilungen des Instituts für Österreichische Geschichtsforschung. Das Jahrbuch gehört damit zu den ältesten noch existierenden deutschsprachigen wissenschaftlichen Zeitschriften. Für eine private Gesellschaft ohne staatliche Unterstützung war der Beginn einer Zeitschrift ein großes Unterfangen, daher bemühte man sich darum, viele Mitglieder aus der eigenen Kirche für die Gesellschaft zu gewinnen, um Leser und Unterstützer zu haben.
In den ersten Jahren erschienen jährlich jeweils mehrere Hefte, dann stieg man darauf um, nur einmal im Jahr einen Band auf einmal herauszubringen – eben ein „Jahrbuch“.
Der ursprüngliche Name war etwas länger und beinhaltete zusätzlich den Einschub „der Gesellschaft“: Jahrbuch der Gesellschaft für die Geschichte des Protestantismus in Österreich. Dabei wurde „Geschichte des Protestantismus“ in einem engen Sinn definiert: „Alles, was sich auf die Geschichte unserer Kirche in Oesterreich bezieht“.
Seit 1926 wurde „in Österreich“ ersetzt durch: „im ehemaligen und im neuen Österreich“. Der Rückbezug auf das ehemalige Österreich meinte speziell die österreichische Reichshälfte der Habsburgermonarchie (Ungarn eher ausklammernd); man wollte sich also nicht auf die heutigen Grenzen Österreichs beschränken, wie sie nach 1918 die verkleinerte „Republik Österreich“ hatte – auf diese bezog sich die – also durchaus nicht euphorisch gemeinte – Bezeichnung neues Österreich. Bei der Betrachtung der Habsburgermonarchie lag der Schwerpunkt allerdings deutlich auf dem deutschsprachigen Protestantismus.
Nach dem Anschluss an das Deutsche Reich 1938 wurde die Angabe der Region im Namen des Jahrbuches verkürzt auf: „im ehemaligen Österreich“.
Das Ende des Ersten Weltkrieges (1918) bedeutete durch das Auseinanderbrechen der Habsburgermonarchie und damit verbunden die wesentliche Änderung des Inhaltes von „Österreich“ einen starken Einschnitt für das Studium der österreichischen Protestantengeschichte. Durch die Errichtung des „Ständestaates“ (1934), der den Katholizismus stark bevorzugte, lebten auf evangelischer Seite apologetisch-polemische Neigungen wieder auf. Das geschah jedoch außerhalb der „Gesellschaft“ – in dieser meinte man, die Bedeutung der evangelischen Kirche am besten durch seriöse historische Forschung darlegen zu können.
Ein radikaler Einschnitt ergab sich auch durch das Ende des Zweiten Weltkrieges (1945) und die damit verbundene Desillusionierung in Bezug auf deutschnationale Ideale, die bis dahin im evangelischen Bereich Österreichs starken Einfluss ausübten.
Seit 1980 gibt es den heutigen Titel, durch die Rückkehr zu „in Österreich“ sowie durch den Wegfall des ursprünglichen Zusatzes „der Gesellschaft“.

## Bedeutung desJahrbuchs
Insgesamt fielen 5 Jahrgänge aus, und zwar in der Nachkriegszeit (1946–1950). Von dieser Lücke abgesehen, gelang die kontinuierliche Herausgabe des Jahrbuches über nunmehr bereits mehr als ein Jahrhundert hinweg. Diese Aktivität der „Gesellschaft“ erfolgte also sehr konstant, während andere Aktivitäten nur zeitweise intensiv betrieben wurden, etwa im Bereich des Sammelns und des Vortragsveranstaltens.
Eine ähnliche Zeitschrift für die Geschichte des Katholizismus in Österreich gibt es nicht, obwohl dieser hier weit einflussreicher war und ungefähr 20-mal so viele Mitglieder hat wie die Evangelische Kirche. Die Gründung einer protestantismusgeschichtlichen Zeitschrift erfolgte wohl aus der Erfahrung einer oft benachteiligten Minderheit: Man erwartete sich von der „Erforschung und Darstellung der Passionshistorie unserer Kirche“ eine Förderung „für das kirchlich-religiöse Leben der Gegenwart“, wie es bereits im ersten Band hieß. Das Anliegen der „Identitätsfindung“ begleitete die protestantismusgeschichtliche Forschung.
In einem Rückblick schätzt Reingrabner „das Echo auf das Jahrbuch“ als nicht groß ein, und meint, dass „die Zahl der Mitglieder stets klein war“. Auch die „Unterstützung aus dem Ausland war … insgesamt … eher gering“.
Die im Jahrbuch veröffentlichten Beiträge tendieren zum Äußerlich-Faktischen. Sie vermeiden antikatholische Polemik, widmen sich nur selten methodischen Fragen der Kirchengeschichtsschreibung, und die Aufnahme neuer Ansätze der deutschen reformationsgeschichtlichen Forschung erfolgte nur zögernd. Aber einzelne im Jahrbuch publizierte Ansätze wurden in der Geschichtsforschung aufgegriffen, etwa Reingrabners Beschreibung einer „Bikonfessionalität“ im Selbstverständnis des Adels in Niederösterreich während der ersten Jahrzehnte der Reformation Martin Luthers.

## Herausgeber und Verlage
Im ersten Jahrzehnt war ein Gremium für die Herausgeberschaft zuständig. Danach wurde ein Jahrhundert lang jeweils ein einzelner Kirchenhistoriker als Herausgeber genannt: Ab 1891, über vier Jahrzehnte hinweg, Georg Loesche. Er kam aus Berlin und war der Nachfolger von Otto als Professor für Kirchengeschichte. Als solcher machte er die österreichische Protestantengeschichte zu seinem Hauptarbeitsgebiet. Er sichtete und verwertete zahlreiche Quellen, seine Publikationen bekamen aber zunehmend eine kämpferische, apologetische Schlagseite. 1902 publizierte er seine Geschichte des Protestantismus in Oesterreich in Umrissen, und zwar „im Auftrage der Gesellschaft …“ – eine solche Gesamtdarstellung war ein großes Anliegen der „Gesellschaft“: Die im Jahrbuch veröffentlichten Detailforschungen sollten zu einer solchen soliden Gesamtdarstellung hinführen. Loesches Protestantismusgeschichte erschien noch in erweiterten Auflagen (21921, als Doppelband 40/41 des JbGPrÖ, und 31930) und hatte großen Einfluss. Im „Jahrbuch“ veröffentlichte Loesche regelmäßig Bibliographien.
Ab 1930 war Karl Völker der Herausgeber des Jahrbuches. Er stammte aus Lemberg, wo er zweisprachig aufgewachsen war. Dadurch hatte er gute Voraussetzungen zur Erforschung der Kirchengeschichte Polens. Kurz nach der Eingliederung der Evangelisch-Theologischen Fakultät (als zweite Theologische Fakultät) in die Universität Wien (1922) wurde Völker hier Professor für Kirchengeschichte. Er hatte mehrere Schüler, die später selbst als Forscher hervortraten – u. a. die beiden nachfolgenden Jahrbuch-Herausgeber Dedic und Kühnert. 1937 starb er, erst 50-jährig.
Ab 1938 war Paul Dedic der Herausgeber. Er wurde in Olmütz in Mähren geboren. Er habilitierte sich in Wien und wurde für die Professur für Kirchengeschichte vorgeschlagen, erhielt sie aber nicht. Seinen gründlichen Untersuchungen zur Reformationsgeschichte der Steiermark wurde bloß lokalgeschichtliche Bedeutung zugeschrieben. Er sammelte österreichische Täufer-Akten, die später von Grete Mecenseffy publiziert wurden. Diese Wertschätzung der Täufer war eine eher neue Haltung; ursprünglich dominierte im „Jahrbuch“ eine klare Distanzierung. So hatte Otto „die schwärmerische Secte der Wiedertäufer“, „mit welcher die Bekenner des Evangeliums nichts gemein hatten, weder im Glauben noch im Leben“, erwähnt. Eine gewisse Distanzierung zeigt sich auch noch in der Gegenwart; für Reingrabner war der Miteinbezug der Täufer ein Blick „über die eigentlichen evangelischen Bekenntnisse hinaus“.
Vom Neustart 1951 an war Wilhelm Kühnert der Herausgeber, ab 1953 gemeinsam mit Mecenseffy. Er wurde in Straßburg als Sohn fränkischer Eltern geboren. Nach beinahe drei Jahrzehnten wurde 1979 die Herausgeberschaft von Peter Friedrich Barton übernommen. Mit ihm als einem Wiener war erstmals ein innerhalb der heutigen Grenzen Österreichs Geborener der Herausgeber des Jahrbuchs. Das mittlerweile in Österreich vorhandene „einheimische“ wissenschaftliche Potential übernahm zunehmend auch die Verantwortung für die Erforschung von Österreichs Protestantismusgeschichte.
Barton und seine Nachfolger als Präsidenten griffen das seinerzeit von Loesche umgesetzte Anliegen auf. Historische Überblicksdarstellungen entwarfen Reingrabner (Protestanten in Österreich, 1981) und Barton (Evangelisch in Österreich, 1987). Leeb wirkte an einer umfangreichen übergreifenden Geschichte des Christentums in Österreich (2003) mit.
Als für die Herausgabe verantwortlich zeichnet seit 1996 der jeweilige Vorstand der Gesellschaft für die Geschichte des Protestantismus in Österreich. Seit diesem Jahr war Gustav Reingrabner Präsident dieser Gesellschaft und damit auch Vorsitzender des das Jahrbuch herausgebenden Vorstandes. Die Herausgabe des Jahrbuches hatte er aber, gemeinsam mit Karl W. Schwarz, bereits 1990 übernommen. Von 2005 bis 2022 war Rudolf Leeb Präsident. Seit März 2022 ist Astrid Schweighofer Präsidentin der Gesellschaft für die Geschichte des Protestantismus in Österreich und an Konzeption und Redaktion des Jahrbuchs für die Geschichte des Protestantismus in Österreich mitbeteiligt.
Der für das Jahrbuch zuständige Verlag war ursprünglich Julius Klinkhardt (in Leipzig und Wien), seit 1944 der Evangelische Presseverband in Österreich (in Wien), und seit der Ausgabe von 2007 wird das Jahrbuch durch die Evangelische Verlagsanstalt (in Leipzig) verlegt.

## Themen und Autoren seit etwa 1990
Den regionalen Bezug auf „Österreich“ legt Rudolf Leeb im Hinblick auf die wechselvolle Geschichte dieser Region sowie seiner Herrschaft folgendermaßen dar: Es gehe um die „Geschichte der Protestanten Österreichs bzw. der habsburgischen Länder und des Erzstiftes Salzburg“. Seit 2004 hat Leeb eine Professur für Kirchengeschichte mit Schwerpunkt Territorialkirchengeschichte an der Universität Wien inne. Ergebnisse seiner Forschungstätigkeit finden sich regelmäßig im Jahrbuch. Zahlreiche Beiträge gehen auch auf die Kirchenrechtler Gustav Reingrabner und Karl W. Schwarz zurück – letzterer ist Ehrenmitglied der Gesellschaft und erforscht neben der Geschichte der Evangelisch-Theologischen Fakultät und der Kirche zur NS-Zeit auch die Kirchen der Habsburgermonarchie. Die Schwerpunkte anderer Autoren sind folgende: Karl-Reinhart Trauner beschreibt Evangelische in Armee und Bundesheer, u. a. die Militärseelsorge. Hans Krawarik betrachtet konfessionelle Konflikte, und Franz Graf-Stuhlhofer geht der Geschichte von Freikirchen nach, insbesondere der Baptisten.
Dieses Jahrbuch beinhaltet meistens eine Mehrzahl von Beiträgen verschiedener Autoren, neuerdings jeweils auf ein bestimmtes Thema konzentriert. Es gab aber auch Ausnahmen wie z. B. einen umfangreichen, Quellentexte der brisanten Zeit von 1918 bis 1945 enthaltenden Doppelband. Der Umfang eines Jahrbuches beträgt im Allgemeinen mehr als 200 Seiten. Während früher Buchbesprechungen oft einen beträchtlichen Teil eines Jahrbuches ausmachten (bis zu einem Viertel vom Umfang), kommen solche seit 2005 nur noch vereinzelt. Darüber hinaus gibt es einzelne Nachrufe und autorbezogene (nicht themenbezogene) Bibliographien.